# Platja de Castell
La Platja de Castell es una platja natural del terme municipal de Palamós (Baix Empordà). És una de les darreres platges sense urbanitzar de la Costa Brava. Està integrada en l'espai d'interès natural Castell-Cap Roig, de 100 hectàrees, i envoltada de pins. Limita al nord-est amb una petita península anomenada El Castell, que dona nom a la platja, sobre la que hi ha el poblat ibèric de Castell, un assentament del segle vi aC, i al sud-oest amb un tram de roquissar vorejat pel camí de ronda que duu a altres cales, com la cala s'Alguer, la més propera. A la part dreta hi ha unes roques, darrere de les quals es practica el nudisme. S'hi pot arribar caminant, pel camí de ronda que surt de la platja de la Fosca, o bé en cotxe, per un camí que es desvia de la carretera C-255 entre Palamós i Palafrugell.
El terra de la platja és de sorres mitjanes i fines. La llargada de la platja és de 304 metres, i la seva amplada, de 65 metres. A llevant de la platja hi ha una duna incipient. El pendent d'entrada al mar és poc pronunciat i el fons marí és de sorra. Disposa de bar, lloguer d'hamaques i para-sols, escola de caiac i servei de socorrisme. És accessible per a les persones amb mobilitat reduïda, ja que disposa de rampes i passarel·les d'accés.
L'Agència Catalana de l'Aigua efectua un control setmanal de la qualitat de l'aigua, durant la temporada de bany, amb el resultat d'excel·lent.
Hi desemboca la riera de l'Aubi, des del 1927, any en què la riera es va desviar parcialment prop de la Torre Mirona, per a evitar les freqüents inundacions que provocava a la població de Palamós. Prop de la desembocadura es forma la llacuna d'aigües salobroses anomenada llacuna de la platja de Castell.

## Història
A finals dels anys setanta, amb la moda de ports esportius a la costa catalana, es va arribar a pensar en un port on les barques estiguessin ubicades a l'esplanada interior.
A principis dels anys noranta, el llavors pla general d’ordenació urbana de Palamós preveia en aquest sector de Castell la construcció de 100 cases unifamiliars i un hotel a la plana i, al sector del paratge, enmig dels pins, 180 habitatges més. També s’hi preveia, fins i tot, un camp de golf. El 1994 es va fer un referèndum a Palamós que va resultar en el rebuig d'aquest pla. Uns anys després els tribunals de justícia ho van confirmar.
La Generalitat de Catalunya va comprar el 2009 40 hectàrees de la plana de Castell per uns 12 milions d'Euros.
El 2019 va entrar en funcionament un aparcament més allunyat de la platja i que facilitat l'accés als indrets propers. Fins llavors, l'aparcament n'era ben a prop.